# اليلة
اليلة (بالفارسية: الیله) هي قرية تقع في أردبيل في إيران. يقدر عدد سكانها بـ 308 نسمة بحسب إحصاء 2016.